# Tiszabura, Jász-Nagykun-Szolnok
Tiszabura  este un sat în districtul Kunhegyes, județul Jász-Nagykun-Szolnok, Ungaria, având o populație de 3.012 locuitori (2011). 

## Demografie
Componența etnică a satului Tiszabura
     Maghiari (62,01%)
     Romi (37,77%)
     Necunoscut (0,09%)
     Alții (0,13%)
Componența confesională a satului Tiszabura
     Fără religie (54,81%)
     Romano-catolici (19,62%)
     Reformați (11,22%)
     Necunoscută (13,45%)
     Alte religii (2,36%)
Conform recensământului din 2011, satul Tiszabura avea 3.012 locuitori. Din punct de vedere etnic, majoritatea locuitorilor (62,01%) erau maghiari, cu o minoritate de romi (37,77%). Apartenența etnică nu este cunoscută în cazul a 0,09% din locuitori.  Din punct de vedere confesional, majoritatea locuitorilor (54,81%) erau persoane fără religie, existând și minorități de romano-catolici (19,62%) și reformați (11,22%). Pentru 13,45% din locuitori nu este cunoscută apartenența confesională.